# Volo Qantas 1
Il Volo Qantas 1 è stato un volo passeggeri di linea internazionale operato da Qantas tra l'aeroporto Internazionale Kingsford Smith, Sydney, Australia e l'aeroporto di Londra-Heathrow, Londra, Inghilterra. Il 23 settembre 1999, il Boeing 747-438 utilizzato per questo volo uscì di pista durante l'atterraggio nell'Aeroporto Internazionale di Bangkok-Don Mueang, Bangkok, Thailandia dovuto ad acquaplaning. Non ci furono vittime, ma 38 persone rimasero lievemente ferite.

## L'aereo e il volo
Il velivolo che operava il volo era un Boeing Boeing 747-438, numero di serie 24806 consegnato nuovo alla compagnia aerea australiana nell'agosto del 1990 e registrato con il codice VH-OJH. L'aereo lasciò l'aeroporto di Sydney alle 16:45 ora locale del 23 settembre 1999 e, dopo più di otto ore di volo, iniziò l'avvicinamento all'aeroporto internazionale Don Mueang di Bangkok per uno scalo programmato.

## L'incidente

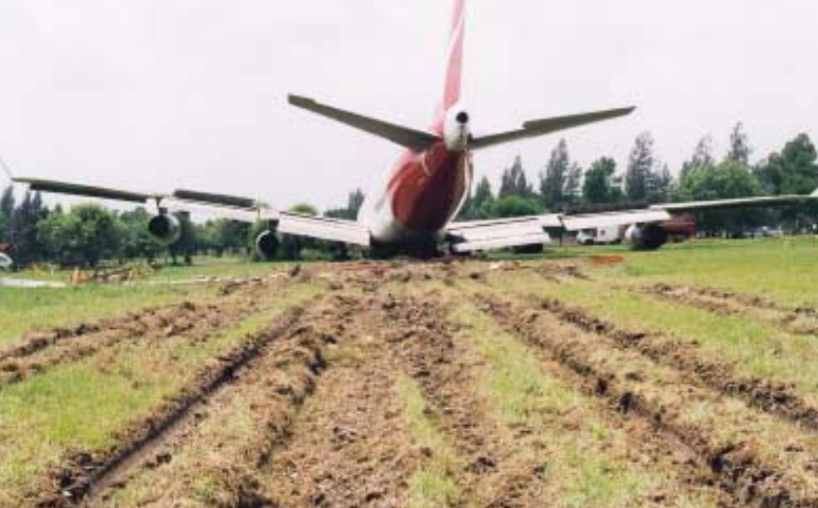
Volo Qantas 1 dopo l'evento

Durante l'avvicinamento a Bangkok, le condizioni meteorologiche peggiorarono in modo significativo, passando da una visibilità di 5 miglia mezz'ora prima dell'atterraggio a una visibilità di quasi mezzo miglio al momento dell'atterraggio. L'equipaggio del volo osservò infatti una nuvola temporalesca proprio sopra l'aeroporto e le notizie da terra confermarono una  forte pioggia. Tuttavia, queste condizioni sono frequenti a Bangkok. Sette minuti prima dell'atterraggio del volo Qantas 1, un Airbus A330 della Thai Airways riuscì ad atterrare normalmente, ma tre minuti prima dell'atterraggio del volo Qantas 1 un altro Boeing 747 della Qantas (volo Qantas 15 in servizio tra Sydney e Roma sempre con scalo a Bangkok), effettuò una riattaccata a causa della scarsa visibilità. L'equipaggio del volo Qantas 1, tuttavia, non ne era a conoscenza.
Il primo ufficiale era ai comandi dell'aereo durante l'avvicinamento finale. L'altitudine e la velocità dell'aereo erano elevate, ma rientravano nei limiti dettati dalla compagnia. La pioggia era talmente forte che le luci della pista erano visibili solo a intermittenza dopo ogni colpo del tergicristallo. Poco prima dell'atterraggio il capitano, preoccupato per il lungo punto di atterraggio (più di 910 m oltre la soglia della pista) e incapace di vedere la fine della pista, ordinò al primo ufficiale di eseguire un "riattaccata". Il primo l'ufficiale eseguì il comando e fece avanzare le manette, ma non spinse l'interruttore di decollo/riattaccata (TO/GA). 

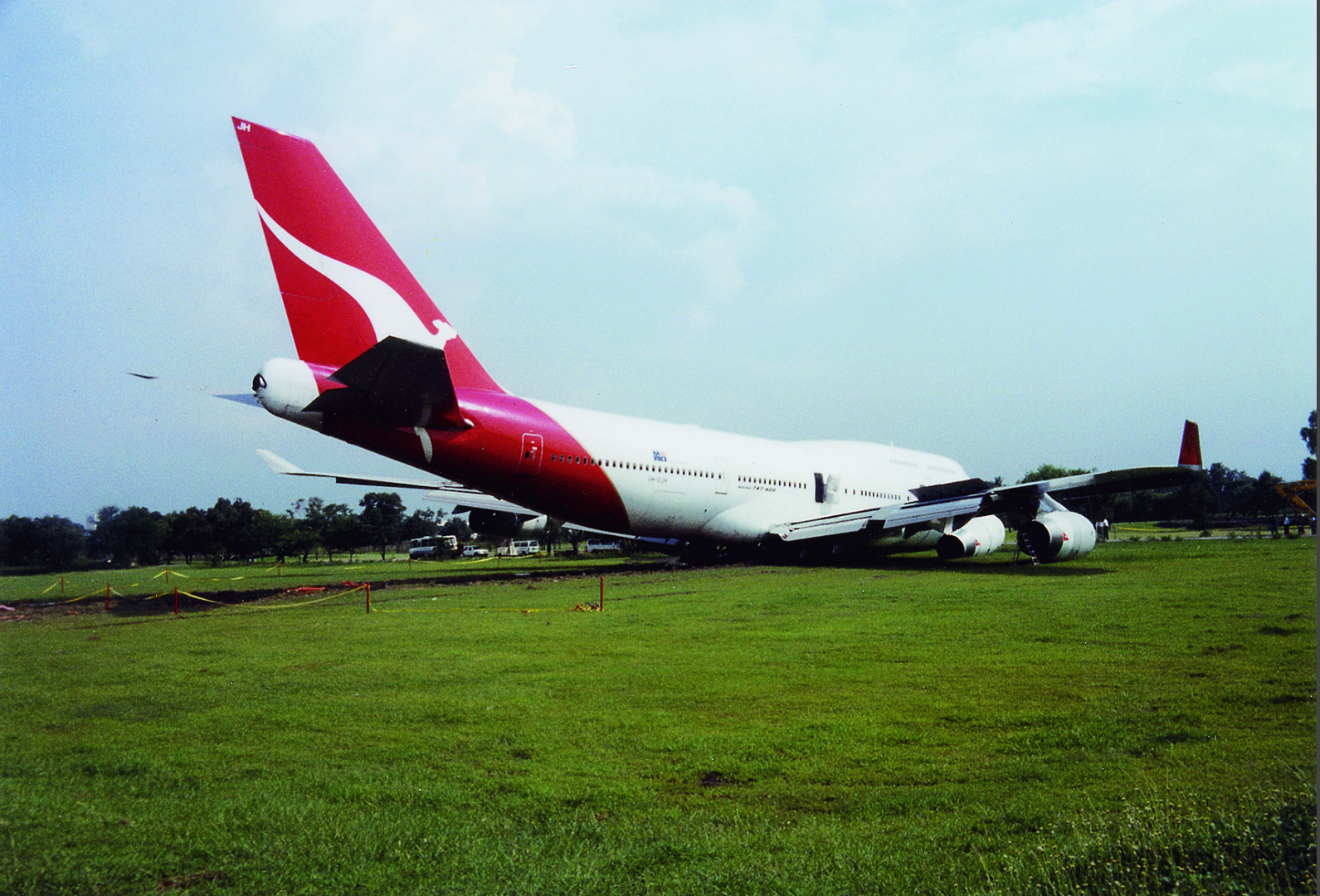
Volo Qantas 1 dopo l'evento (altra immagine)

L'aereo quindi andò avanti con la discesa e il carrello di atterraggio entrò in contatto con la pista, sebbene l'aereo continuasse ad accelerare. Il capitano quindi, vedendo anche il miglioramento delle condizioni meteo, decise di annullare la riattaccata ritardando le leve di spinta, anche se non era al comando l'aereo. Ciò causò confusione poiché non annunciò le sue azioni al primo ufficiale che aveva ancora il controllo formale. Dopo aver ignorato il primo ufficiale, il capitano inavvertitamente lasciò un motore alla potenza TO/GA annullando di conseguenza le impostazioni di frenata automatica preselezionate.
L'atterraggio continuò, ma la frenata manuale non iniziò finché l'aereo non percorse 1.600 m di pista, iniziando anche ad effettuare l'aquaplaning e a scivolare lungo l'asfalto, allontanandosi sostanzialmente dalla linea centrale della pista. Le procedure operative standard dell'azienda imponevano che per gli atterraggi venisse utilizzata la spinta inversa al minimo e che i flap fossero impostati a 25 gradi e non al massimo di 30 gradi come erano stati impostati. La combinazione di errata impostazione dei flap, mancanza di frenata automatica, assenza della spinta inversa, avvicinamento alto e veloce, touchdown tardivo, cattiva gestione della cabina di pilotaggio e l'acqua stagnante sulla pista hanno portato alla fuoriuscita del velivolo dalla pista.
L'aereo uscì dall'estremità della pista su un tratto di prateria paludosa, scontrandosi con un'antenna radio e si fermò con il muso appoggiato sulla strada perimetrale dell'aeroporto. Al di là della strada c'era un campo da golf.
Non ci furono feriti tra i passeggeri durante l'evacuazione ordinata dell'aereo effettuata circa 20 minuti dopo il brusco atterraggio, ma trentotto passeggeri riportarono ferite lievi.

## Conseguenze
La collisione con l'antenna causò il collasso del carrello di atterraggio anteriore e dell'ala destra. L'aereo terminò il fuoripista con il muso a terra e l'ala destra inclinata verso il basso, causando ulteriori danni al muso e ai due motori di destra e ai relativi supporti. L'intrusione del carrello di atterraggio anteriore causò anche il guasto dell'interfono di cabina e del sistema di diffusione sonora.
Il danno fu tale che l'aereo fu inizialmente radiato, ma la compagnia lo fece riparare per un costo inferiore a 100 milioni di dollari australiani (la cifra esatta non è mai stata rivelata da Qantas) per preservare la sua reputazione. Il ritorno in servizio dell'aereo permise a Qantas di mantenere il suo record di non aver avuto incidenti con perdita del velivolo dall'avvento dell'era dei jet e si rivelò anche l'opzione più economica per l'epoca, poiché un nuovo 747-400 fu quotato intorno ai 200 milioni di dollari.